# Familia (película marroquí)
Familia es una película del año 2005.

## Sinopsis
Una típica familia marroquí organiza su vida en torno a los programas de televisión, evitando así cualquier tipo de relación afectiva entre sus miembros. Una noche, un apagón sumerge a toda la ciudad en la más absoluta oscuridad, lo que tendrá un efecto beneficioso en los miembros de la familia.